# John Davies (Bildhauer)
John Davies (* 1946 in Cheshire, England) ist ein britischer Künstler und Bildhauer. Er lebt und arbeitet in London.

## Leben und Wirken
John Davies studierte von 1963 bis 1967 Malerei auf dem Hull College of Art und dem Manchester College of Art. Von 1968 bis 1969 besuchte er die Slade School of Fine Art in London. 
John Davies ist bekannt für seine lebensgroßen Plastiken von Menschen. Der Mensch steht auch im Mittelpunkt seiner Zeichnungen und Gemälde. Seine frühen Skulpturen zeichnen sich durch eine Darstellung aus, die durch ihre Gesten und Haltungen stille Dramen ausdrücken.

„People are our whole world, sun, moon and stars“

Die wichtigste Einzelausstellung in seiner frühen Karriere war 1972 in der Whitechapel Art Gallery in London. John Davies wurde 1977 als teilnehmender Künstler zur documenta 6 in Kassel berufen. In den 1990er Jahren lebte und arbeitete John Davies einige Jahre in Thessaloniki in Griechenland. Eine wichtige Einzelausstellung der letzten Jahre fand 2004/2005 im Museo de Bellas Artes de Bilbao unter dem Titel John Davies. Sculptures and drawings since 1968 statt.